# Campionati del mondo di atletica leggera 1999
I Campionati del mondo di atletica leggera 1999 (in inglese 7th IAAF World Championships in Athletics) sono stati la 7ª edizione dei Campionati del mondo di atletica leggera. La competizione si è svolta dal 20 al 29 agosto presso lo Stadio Olimpico de la Cartuja di Siviglia, in Spagna.
A partire da questa edizione vengono introdotte anche in campo femminile le specialità della 20 km di marcia (in precedenza 10 km), salto con l'asta e lancio del martello.

## Medagliati

### Uomini
| Specialità | Oro                                                                                 | Prestazione | Argento                                                                                         | Prestazione | Bronzo                                                                            | Prestazione |
| Corse piane |                                                                                     |             |                                                                                                 |             |                                                                                   |             |
| 100 m (dettagli) | Maurice Greene                                                                      | 9"80        | Bruny Surin                                                                                     | 9"84        | Dwain Chambers                                                                    | 9"97        |
| 200 m (dettagli) | Maurice Greene                                                                      | 19"90       | Claudinei da Silva                                                                              | 20"00       | Francis Obikwelu                                                                  | 20"11       |
| 400 m (dettagli) | Michael Johnson                                                                     | 43"18       | Sanderlei Parrela                                                                               | 44"29       | Alejandro Cárdenas                                                                | 44"31       |
| 800 m (dettagli) | Wilson Kipketer                                                                     | 1'43"30     | Hezekiél Sepeng                                                                                 | 1'43"32     | Djabir Saïd-Guerni                                                                | 1'44"18     |
| 1 500 m (dettagli) | Hicham El Guerrouj                                                                  | 3'27"65     | Noah Ngeny                                                                                      | 3'28"73     | Reyes Estévez                                                                     | 3'30"57     |
| 5 000 m (dettagli) | Salah Hissou                                                                        | 12'58"13    | Benjamin Limo                                                                                   | 12'58"72    | Mohammed Mourhit                                                                  | 12'58"80    |
| 10 000 m (dettagli) | Haile Gebrselassie                                                                  | 27'57"27    | Paul Tergat                                                                                     | 27'58"56    | Assefa Mezgebu                                                                    | 27'59"15    |
| Corse a ostacoli |                                                                                     |             |                                                                                                 |             |                                                                                   |             |
| 110 hs (dettagli) | Colin Jackson                                                                       | 13"04       | Anier García                                                                                    | 13"07       | Duane Ross                                                                        | 13"12       |
| 400 hs (dettagli) | Fabrizio Mori                                                                       | 47"72       | Stéphane Diagana                                                                                | 48"12       | Marcel Schelbert                                                                  | 48"13       |
| 3 000 siepi (dettagli) | Christopher Koskei                                                                  | 8'11"76     | Wilson Boit Kipketer                                                                            | 8'12"09     | Ali Ezzine                                                                        | 8'12"73     |
| Prove su strada |                                                                                     |             |                                                                                                 |             |                                                                                   |             |
| Maratona (dettagli) | Abel Antón                                                                          | 2h13'36"    | Vincenzo Modica                                                                                 | 2h14'03"    | Nobuyuki Sato                                                                     | 2h14'07"    |
| Marcia 20 km (dettagli) | Il'ja Markov                                                                        | 1h23'34"    | Jefferson Pérez                                                                                 | 1h24'19"    | Daniel García                                                                     | 1h24'31"    |
| Marcia 50 km (dettagli) | Ivano Brugnetti                                                                     | 3h47'54"    | Nikolay Matyukhin                                                                               | 3h48'18"    | Curt Clausen                                                                      | 3h50'55"    |
| Salti |                                                                                     |             |                                                                                                 |             |                                                                                   |             |
| Salto con l'asta (dettagli) | Maksim Tarasov                                                                      | 6,02 m      | Dmitri Markov                                                                                   | 5,90 m      | Aleksandr Averbuch                                                                | 5,80 m      |
| Salto in alto (dettagli) | Vjačeslav Voronin                                                                   | 2,37 m      | Mark Boswell                                                                                    | 2,35 m      | Martin Buß                                                                        | 2,32 m      |
| Salto in lungo (dettagli) | Iván Pedroso                                                                        | 8,56 m      | Yago Lamela                                                                                     | 8,40 m      | Gregor Cankar                                                                     | 8,36 m      |
| Salto triplo (dettagli) | Charles Friedek                                                                     | 17,59 m     | Rostislav Dimitrov                                                                              | 17,49 m     | Jonathan Edwards                                                                  | 17,48 m     |
| Lanci |                                                                                     |             |                                                                                                 |             |                                                                                   |             |
| Getto del peso (dettagli) | C.J. Hunter                                                                         | 21,79 m     | Oliver-Sven Buder                                                                               | 21,42 m     | Oleksandr Bahač                                                                   | 21,26 m     |
| Lancio del disco (dettagli) | Anthony Washington                                                                  | 69,08 m     | Jürgen Schult                                                                                   | 68,18 m     | Lars Riedel                                                                       | 68,09 m     |
| Lancio del martello (dettagli) | Karsten Kobs                                                                        | 80,24 m     | Zsolt Németh                                                                                    | 79,05 m     | Vladislav Piskunov                                                                | 79,03 m     |
| Lancio del giavellotto (dettagli) | Aki Parviainen                                                                      | 89,52 m     | Konstadinos Gatsioudis                                                                          | 89,18 m     | Jan Železný                                                                       | 87,67 m     |
| Prove multiple |                                                                                     |             |                                                                                                 |             |                                                                                   |             |
| Decathlon (dettagli) | Tomáš Dvořák                                                                        | 8 744 p.    | Dean Macey                                                                                      | 8 556 p.    | Chris Huffins                                                                     | 8 547 p.    |
| Staffette |                                                                                     |             |                                                                                                 |             |                                                                                   |             |
| Staffetta 4×100 m (dettagli) | Stati Uniti Jon Drummond Tim Montgomery Brian Lewis Maurice Greene                  | 37"59       | Regno Unito Jason Gardener Darren Campbell Marlon Devonish Dwain Chambers Allyn Condon          | 37"73       | Brasile Raphael de Oliveira Claudinei da Silva Édson Ribeiro André da Silva       | 38"05       |
| Staffetta 4×400 m (dettagli) | Polonia Tomasz Czubak Robert Mackowiak Jacek Bocian Piotr Haczek Piotr Długosielski | 2'58"91     | Giamaica Michael McDonald Gregory Haughton Danny McFarlane Davian Clarke Paston Coke Omar Brown | 2'59"34     | Sudafrica Jopie van Oudtshoorn Hendrick Mokganyetsi Adriaan Botha Arnaud Malherbe | 3'00"20     |
| record mondiale; record mondiale stagionale; record africano; record asiatico; record europeo; record nord-centroamericano e caraibico; record sudamericano; record oceaniano; record dei campionati; record nazionale; record personale; record personale stagionale. |                                                                                     |             |                                                                                                 |             |                                                                                   |             |

### Donne
| Specialità | Oro | Prestazione | Argento                                                                                           | Prestazione | Bronzo                                                                  | Prestazione |
| Corse piane | |             |                                                                                                   |             |                                                                         |             |
| 100 m (dettagli) | Marion Jones | 10"70       | Inger Miller                                                                                      | 10"79       | Ekateríni Thánou                                                        | 10"84       |
| 200 m (dettagli) | Inger Miller | 21"77       | Beverly McDonald                                                                                  | 22"22       | Andrea Philipp Merlene Frazer                                           | 22"26       |
| 400 m (dettagli) | Cathy Freeman | 49"67       | Anja Rücker                                                                                       | 49"74       | Lorraine Fenton                                                         | 49"92       |
| 800 m (dettagli) | Ludmila Formanová | 1'56"68     | Maria Mutola                                                                                      | 1'56"72     | Svetlana Masterkova                                                     | 1'56"93     |
| 1 500 m (dettagli) | Svetlana Masterkova                                                                                                   | 3'59"53     | Regina Jacobs                                                                                     | 4'00"35     | Kutre Dulecha                                                           | 4'00"96     |
| 5 000 m (dettagli) | Gabriela Szabó | 14'41"82    | Zahra Ouaziz                                                                                      | 14'43"15    | Ayelech Worku                                                           | 14'44"22    |
| 10 000 m (dettagli) | Gete Wami | 30'24"56    | Paula Radcliffe                                                                                   | 30'27"13    | Tegla Loroupe                                                           | 30'32"03    |
| Corse a ostacoli | |             |                                                                                                   |             |                                                                         |             |
| 100 hs (dettagli) | Gail Devers | 12"37       | Glory Alozie                                                                                      | 12"44       | Ludmila Engquist                                                        | 12"47       |
| 400 hs (dettagli) | Daimí Pernía | 52"89       | Nezha Bidouane                                                                                    | 52"90       | Deon Hemmings                                                           | 53"16       |
| Prove su strada | |             |                                                                                                   |             |                                                                         |             |
| Maratona (dettagli) | Jong Song-ok | 2h26'59"    | Ari Ichihashi                                                                                     | 2h27'02"    | Lidia Șimon                                                             | 2h27'41"    |
| Marcia 20 km (dettagli) | Liu Hongyu | 1h30'50"    | Wang Yan                                                                                          | 1h30'52"    | Kerry Saxby-Junna                                                       | 1h31'18"    |
| Salti | |             |                                                                                                   |             |                                                                         |             |
| Salto con l'asta (dettagli) | Stacy Dragila | 4,60 m      | Anzhela Balakhonova                                                                               | 4,55 m      | Tatiana Grigorieva                                                      | 4,45 m      |
| Salto in alto (dettagli) | Inha Babakova | 1,99 m      | Elena Elesina                                                                                     | 1,99 m      | Svetlana Lapina                                                         | 1,99 m      |
| Salto in lungo (dettagli) | Niurka Montalvo | 7,06 m      | Fiona May                                                                                         | 6,94 m      | Marion Jones                                                            | 6,83 m      |
| Salto triplo (dettagli) | Paraskeuī Tsiamita | 14,88 m     | Yamilé Aldama                                                                                     | 14,61 m     | Olga Vasdeki                                                            | 14,61 m     |
| Lanci | |             |                                                                                                   |             |                                                                         |             |
| Getto del peso (dettagli) | Astrid Kumbernuss | 19,85 m     | Nadine Kleinert                                                                                   | 19,61 m     | Svetlana Krivelëva                                                      | 19,43 m     |
| Lancio del disco (dettagli) | Franka Dietzsch | 68,14 m     | Anastasia Kelesidou                                                                               | 66,05 m     | Nicoleta Grasu                                                          | 65,35 m     |
| Lancio del martello (dettagli) | Mihaela Melinte | 75,20 m     | Ol'ga Kuzenkova                                                                                   | 72,56 m     | Lisa Misipeka                                                           | 66,06 m     |
| Lancio del giavellotto (dettagli) | Miréla Manjani | 67,09 m     | Tatyana Shikolenko                                                                                | 66,37 m     | Trine Hattestad                                                         | 66,06 m     |
| Prove multiple | |             |                                                                                                   |             |                                                                         |             |
| Eptathlon (dettagli) | Eunice Barber | 6 861 p.    | Denise Lewis                                                                                      | 6 724 p.    | Ghada Shouaa                                                            | 6 500 p.    |
| Staffette | |             |                                                                                                   |             |                                                                         |             |
| Staffetta 4×100 m (dettagli) | Bahamas Savatheda Fynes Chandra Sturrup Pauline Davis-Thompson Debbie Ferguson Eldece Clarke-Lewis                    | 41"92       | Francia Patricia Girard Muriel Hurtis Katia Benth Christine Arron Fabé Dia                        | 42"06       | Giamaica Aleen Bailey Merlene Frazer Beverly McDonald Peta-Gaye Dowdie  | 42"15       |
| Staffetta 4×400 m (dettagli) | Russia Tat'jana Čebykina Svetlana Gončarenko Ol'ga Kotljarova Natal'ja Nazarova Natal'ja Sharova Ekaterina Bachvalova | 3'21"98     | Stati Uniti Suziann Reid Maicel Malone-Wallace Michelle Collins Jearl Miles-Clark Andrea Anderson | 3'22"09     | Germania Anke Feller Uta Rohländer Anja Rücker Grit Breuer Anja Knippel | 3'22"43     |
| record mondiale; record mondiale stagionale; record africano; record asiatico; record europeo; record nord-centroamericano e caraibico; record sudamericano; record oceaniano; record dei campionati; record nazionale; record personale; record personale stagionale. | |             |                                                                                                   |             |                                                                         |             |

## Medagliere
| Posizione | Paese           | Oro | Argento | Bronzo | Totale |
| --------- | --------------- | --- | ------- | ------ | ------ |
| 1         | Stati Uniti     | 10  | 3       | 4      | 17     |
| 2         | Russia          | 5   | 4       | 3      | 12     |
| 3         | Germania        | 4   | 4       | 4      | 12     |
| 4         | Grecia          | 2   | 2       | 2      | 6      |
| 5         | Marocco         | 2   | 2       | 1      | 5      |
| 6         | Cuba            | 2   | 2       | 0      | 4      |
| 6         | Italia          | 2   | 2       | 0      | 4      |
| 8         | Spagna          | 2   | 1       | 1      | 4      |
| 9         | Etiopia         | 2   | 0       | 3      | 5      |
| 10        | Romania         | 2   | 0       | 2      | 4      |
| 11        | Rep. Ceca       | 2   | 0       | 1      | 3      |
| 12        | Regno Unito     | 1   | 4       | 2      | 7      |
| 13        | Kenya           | 1   | 4       | 1      | 6      |
| 14        | Francia         | 1   | 2       | 0      | 3      |
| 15        | Australia       | 1   | 1       | 2      | 4      |
| 15        | Ucraina         | 1   | 1       | 2      | 4      |
| 17        | Cina            | 1   | 1       | 0      | 2      |
| 18        | Bahamas         | 1   | 0       | 0      | 1      |
| 18        | Corea del Nord  | 1   | 0       | 0      | 1      |
| 18        | Danimarca       | 1   | 0       | 0      | 1      |
| 18        | Finlandia       | 1   | 0       | 0      | 1      |
| 18        | Polonia         | 1   | 0       | 0      | 1      |
| 23        | Giamaica        | 0   | 2       | 4      | 6      |
| 24        | Brasile         | 0   | 2       | 1      | 3      |
| 25        | Canada          | 0   | 2       | 0      | 2      |
| 26        | Giappone        | 0   | 1       | 1      | 2      |
| 26        | Nigeria         | 0   | 1       | 1      | 2      |
| 26        | Sudafrica       | 0   | 1       | 1      | 2      |
| 29        | Bulgaria        | 0   | 1       | 0      | 1      |
| 29        | Ecuador         | 0   | 1       | 0      | 1      |
| 29        | Mozambico       | 0   | 1       | 0      | 1      |
| 29        | Ungheria        | 0   | 1       | 0      | 1      |
| 33        | Messico         | 0   | 0       | 2      | 2      |
| 34        | Algeria         | 0   | 0       | 1      | 1      |
| 34        | Belgio          | 0   | 0       | 1      | 1      |
| 34        | Israele         | 0   | 0       | 1      | 1      |
| 34        | Norvegia        | 0   | 0       | 1      | 1      |
| 34        | Samoa Americane | 0   | 0       | 1      | 1      |
| 34        | Siria           | 0   | 0       | 1      | 1      |
| 34        | Slovenia        | 0   | 0       | 1      | 1      |
| 34        | Svezia          | 0   | 0       | 1      | 1      |
| 34        | Svizzera        | 0   | 0       | 1      | 1      |
| Totale    | Totale          | 46  | 46      | 47     | 139    |